# Daniel Varizat
Daniel Alberto Varizat (Buenos Aires, 19 de junio de 1953) es un político argentino del Partido Justicialista. Se desempeñó como senador nacional por la provincia de Santa Cruz entre 1997 y 2001, como diputado nacional por la misma provincia, entre 2003 y 2005, y como subsecretario General de Presidencia brevemente entre 2005 y 2006.

## Biografía
Nacido en Buenos Aires en 1953, se radicó en Río Gallegos (provincia de Santa Cruz) donde se recibió de maestro mayor de obras.
Entre 1987 y 1989 fue director general de Obras Públicas y Urbanismo de la Municipalidad de Río Gallegos, durante la intendencia de Néstor Kirchner. Durante la gobernación del mismo, fue subsecretario de Interior entre 1991 y 1995, y ministro de Gobierno de la provincia entre 1995 y 1997.
En el ámbito partidario, fue Secretario General del Partido Justicialista (PJ) de Santa Cruz.
En 1997 asumió como senador nacional por Santa Cruz, para completar el mandato de Cristina Fernández de Kirchner (quien había renunciado para asumir como diputada nacional), que se extendía hasta 2001. Fue vocal en las comisiones de la Inversión; sobre Emergencia Económica; de Economía; de Obras Públicas; y de Ciencia y Tecnología.
En 2000 fue uno de los cuatro senadores peronistas que se opuso a la ley 25.250, conocida como Ley de Reforma Laboral. Posteriormente integraría un bloque «disidente» del PJ en el Senado junto a los bonaerenses Antonio Cafiero y Jorge Villaverde y el entrerriano Héctor María Maya.
En junio de 2003 asumió como diputado nacional por Santa Cruz, completando el mandato de Sergio Acevedo. En diciembre de 2005, el presidente Kirchner lo designó subsecretario General de Presidencia de la Nación, sucediendo a Carlos Kunkel.
En marzo de 2006, el gobernador Carlos Sancho lo designó ministro de Gobierno de Santa Cruz, renunciando cuando asumió Daniel Peralta como gobernador interino en mayo de 2007. Tenía a su cargo la policía provincial, siendo acusado de ordenar una represión contra una manifestación de empleados municipales, dejando varios heridos y motivando la renuncia del gobernador Sancho.
El 17 de agosto de 2007, mientras se desarrollaba una manifestación del sindicato de docentes en Río Gallegos (en el marco de un conflicto salarial), Varizat, a bordo de su camioneta 4x4, fue rodeado por un grupo de manifestantes que increpó tras ello acelero su camioneta, por ello sería condenado en 2008 a tres años de prisión en suspenso por dos de los tres jueces de la Cámara Criminal Oral de Río Gallegos.
Tras su paso por el Ministerio de Gobierno, trabajó en la empresa estatal Fomento Minero Santa Cruz Sociedad del Estado hasta 2009.